# Новая Зеландия на зимних Олимпийских играх 1968
Новая Зеландия принимала участие в Зимних Олимпийских играх 1968 года в Гренобле (Франция) в третий раз за свою историю, пропустив Зимние Олимпийские игры 1964 года, но не завоевала ни одной медали. Сборную страны представляли 4 мужчины и 2 женщины, участвовавшие в соревнованиях по горнолыжному спорту.

## Горнолыжный спорт
Спортсменов - 6
Мужчины
| Спортсмен      | Вид               | 1 попытка           | 2 попытка           | Всего / Финал       | Место |
| -------------- | ----------------- | ------------------- | ------------------- | ------------------- | ----- |
| Роберт Палмер  | Скоростной спуск  |                     |                     | 2.09,79             | 42    |
| Роберт Палмер  | Слалом            | Дисквалифи- цирован | 56,24               | -                   | -     |
| Роберт Палмер  | Гигантский слалом | Не финиши- ровал    | Не прошёл           | -                   | -     |
| Томас Хапперт  | Скоростной спуск  |                     |                     | 2.18,29             | 61    |
| Томас Хапперт  | Слалом            | 1.04,77             | Дисквалифи- цирован | -                   | -     |
| Томас Хапперт  | Гигантский слалом | 2.07,60             | 2.13,20             | 4.20,80             | 75    |
| Мюррей Гарднер | Скоростной спуск  |                     |                     | Дисквалифи- цирован | -     |
| Мюррей Гарднер | Слалом            | Дисквалифи- цирован | 1.02,8              | -                   | -     |
| Мюррей Гарднер | Гигантский слалом | 2.13,37             | 2.07,90             | 4.21,27             | 76    |
| Майкл Деннис   | Слалом            | 1,12,75             | 1.06,78             | -                   | -     |
| Майкл Деннис   | Гигантский слалом | 2.08,69             | 2.09,43             | 4.18,12             | 74    |

Женщины
| Спортсмен     | Вид               | 1 попытка          | 2 попытка | Всего   | Место |
| ------------- | ----------------- | ------------------ | --------- | ------- | ----- |
| Энн Рейд      | Скоростной спуск  |                    |           | 1.53,12 | 37    |
| Энн Рейд      | Слалом            | 52,97              | 57,61     | 1.50,58 | 30    |
| Энн Рейд      | Гигантский слалом |                    |           | 2.13,30 | 42    |
| Маргот Блэкли | Слалом            | Дисквалифицирована | Не прошла | -       | -     |